# هرمان لبرت
هرمان لبرت (آلمانی: Hermann Lebert؛ ۹ ژوئن ۱۸۱۳ – ۱ اوت ۱۸۷۸) یک پزشک و طبیعت‌گرای اهل آلمان بود.
وی یکی از نخستین پزشکانی بود که از میکروسکوپ در آسیب‌شناسی آناتومیک بهره گرفت و مشارکت‌های مهمی در زمینهٔ آسیب‌شناسی و پزشکی بالینی دارد. او در ۱۸۶۲ به عضویت انجمن فیلسوفان آمریکا درآمد.
بیماری «کم‌خونی اساسی لبرت» (Lebert's essential anaemia) که نام‌های دیگرش «کم‌خونی کُشندهٔ اکتسابی» (Acquired pernicious anemia) و «بیماری آدیسون-بیرمر» (Addison-Biermer disease) است، نامش را از او می‌گیرد.